# Foad Ajdir
Pour les articles homonymes, voir Ajdir.
Foad Ajdir, né le 28 février 1980, est un joueur français de football américain. Joueur professionnel en NFL Europe de 2002 à 2004.

## Biographie
Foad Ajdir est formé au Flash de La Courneuve, il débute en tant que junior. Il remporte le titre junior en 1998 et 2000. Il est sélectionné en équipe de France junior en 1998 et remporte le championnat d’Europe. Il intègre le pôle espoir de la FFFA à Amiens en 1999. En janvier 2000, il est l’un des deux premiers français, avec Willy Losat, à être sélectionné dans le Team Europe qui joue le NFL Global Junior Championships. Lors de la saison 2001 il est élu meilleur Defensive Back du championnat de France junior, et il est appelé en équipe de France sénior.
Professionnel depuis 2000, il est retenu  à l’issue du camp d’entrainement à Tampa Bay par le Berlin Thunder pour jouer en NFL Europe en tant que joueur national. À Berlin, il rejoint son coéquipier au Flash, Patrice Kancel. Toutefois, il ne joue aucun match en 2002, malgré sa présence lors de la finale.
Puis en 2003, il est encore présent dans l’effectif de Berlin, il joue plusieurs matchs au sein de l’escouade défensive et de l’escouade spéciale, au cours desquels il réalise un placage en défense et 3 placages avec l’escouade spéciale. Avec le Flash, il remporte son premier titre de champion de France (Casque de diamant IX). Il participe aussi à la Coupe du Monde avec l’équipe de France.
 En 2004 il rejoint le club écossais des Scottish Claymores. Il joue principalement dans l’escouade spéciale (4 placages solo et 1 placage assisté. Cette même année il joue aussi avec le Francfort Galaxy, pour lequel il réussit un placage au sein de l’escouade spéciale.
En 2005, il fait une pause dans sa carrière professionnelle et joue uniquement en amateur avec le Flash de La Courneuve. Il remporte avec le Flash le Casque de diamant XI.
Il participe de nouveau au Camp d’entrainement de la NFL Europe en 2006, à l’issue duquel il n’est pas retenu pour la saison. Il se focalise ensuite sur le championnat de France et la coupe d’Europe avec le Flash. Il gagne le Casque de diamant XII et participe à l’Eurobowl face aux Vikings de Vienne.
Il remporte le Casque de diamant XIII (2007), Casque de diamant XIV (2008), Casque de diamant XV (2009), Casque de diamant XVII (2011) et joue une deuxième finale en EFL en 2009.
En 2023, il rejoint le lycée Alphonse-Daudet en tant que professeur d'EPS.

## Statistiques NFL Europa
Ne prend en compte que les statistiques en l’escouade défensive.
| Année  |       | Placages | Placages | Placages | Sack | Fumbles |
| Année  | Total | Seul     | Assisté  |          | Sack | Fumbles |
| ------ | ----- | -------- | -------- | -------- | ---- | ------- |
| 2002   | -     | -        | -        | -        | -    |         |
| 2003   | 1     | 1        | 0        | 0        | 0    |         |
| 2004   | 1     | 0        | 1        | 0        | 0    |         |
| Totaux | 2     | 1        | 1        | 0        | 0    |         |

## Palmarès
Compétition, trophée (nombre de trophées remportés dans la compétition).

### Trophées amateurs
- Champion d’Europe junior (1) : 1998[2]
- Championnat de France élite, Casque de diamant (6) : 2003, 2005, 2006, 2007, 2008, 2009, 2011
- Champion de France junior (2) : 1998, 2000

### Honneurs
- MVP Defense à la finale du Casque de Diamant XVII en 2011
- Meilleur Defensive Back du championnat de France junior en 2001[3]
- Meilleur joueur de la finale du championnat de France junior en 2000